# Bactrocera abdoaurantiaca
Bactrocera abdoaurantiaca är en tvåvingeart som beskrevs av Drew 1989. Bactrocera abdoaurantiaca ingår i släktet Bactrocera och familjen borrflugor. Inga underarter finns listade.